# Festival internazionale del cinema di Guadalajara
Il Festival internazionale del cinema di Guadalajara (in spagnolo Festival Internacional de Cine de Guadalajara) è un festival cinematografico messicano fra i più importanti dell'America Latina. È stato fondato nel 1986 da alcuni registi ispanici fra i quali Guillermo del Toro. Ogni anno nel mese di marzo, la città di Guadalajara ospita una rassegna cinematografica della durata di una settimana al termine della quale vengono assegnati i premi Mayahuel (Mayahuel è una divintà azteca che fece dono dell'amore al genere umano).

## Programma
Le sezioni competitive del festival riguardano esclusivamente il cinema iberoamericano e il cinema messicano. Viene inoltre dato ampio spazio alle conferenze pubbliche con i registi e gli attori dei film in concorso. 
All'interno della cornice del festival si svolge il Mercado de Cine Iberoamericano, il Guadalajara Film Market & Producers e il Marché du Film del Festival di Cannes. Si tratta di eventi di mercato e di marketing nei quali si concludono accordi inerenti alla produzione e alla distribuzione dei prodotti cinematografici.

## Premi
- Premi Mezcal dedicati al cinema messicano
  - Miglior film
  - Premio del pubblico
- Premi dedicati al cinema iberoamericano
  - Miglior film
  - Premio della giuria in un film
  - Migliore attore
  - Migliore attrice
  - Miglior regista
  - Miglior esordio cinematografico
  - Migliore sceneggiatura
  - Migliore fotografia
  - Miglior documentario
  - Premio speciale della giuria per un documentario
  - Miglior cortometraggio
- Premi Speciali
  - Premio Maguey per il miglior momento LGBT
  - Premio Rigo Mora per il miglior cortometraggio animato messicano
  - Premio Mayahuel de Plata alla carriera
  - Premio FIPRESCI
  - Premio FEISAL
  - Premio Infinitum Audience a un film messicano
  - Premio Jalisco Cinematography Academy
  - Premio Mayahuel de Plata alla carriera